# Diesel Auto Camion

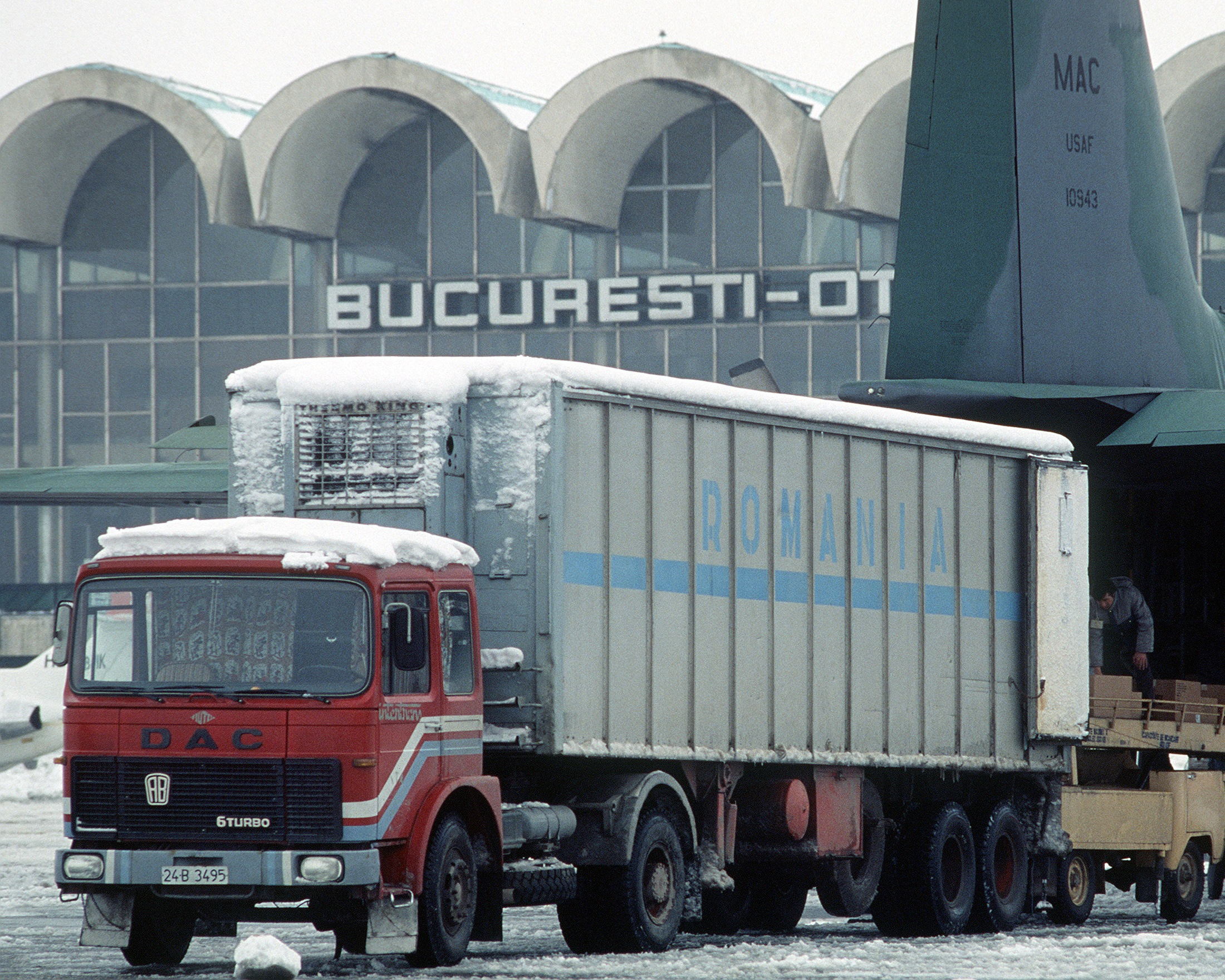
Ein Lastzug mit der Markenbezeichnung DAC, gefertigt bei Roman

Die Bezeichnung Diesel Auto Camion, abgekürzt als DAC, war eine gemeinsam genutzte Verkaufsbezeichnung für Nutzfahrzeuge der rumänischen Hersteller Roman und Rocar. 

## Geschichte
Verwendung fand die Bezeichnung ab 1973 bei Roman. Ab wann genau sie auch bei Rocar eingeführt wurde, ist unklar, jedoch wurden Busse, die bei Rocar produziert wurden, spätestens ab 1975 unter der Bezeichnung „DAC“ ausgeliefert. Nach der Auflösung von Rocar 2002 nutzte Roman die Marke allein weiter. Mit der Umfirmierung zu S.C. Roman S.A. im Jahr 2004 wurden keine Lkw mehr unter der Bezeichnung „DAC“ ausgeliefert. Grund war, dass die neuen (privaten) Eigentümer nur noch die Marke „Roman“ nutzen wollten. In den Jahren davor wurden nach Kundenwunsch die Bezeichnungen „Roman“ oder „DAC“ verwendet. Bis auf Kleinigkeiten waren die Fahrzeuge zu dieser Zeit baugleich.

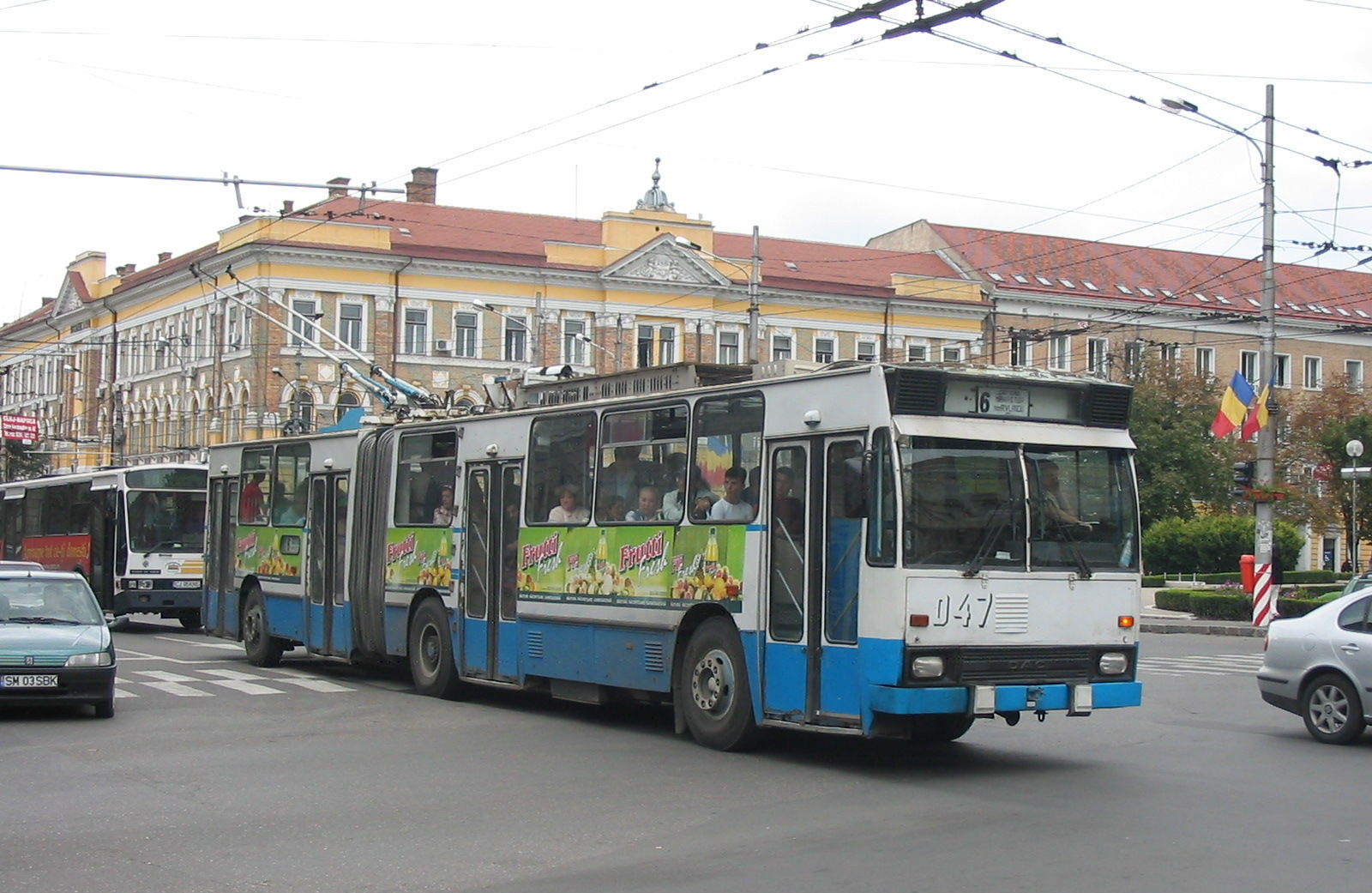
Ein DAC 217 E, gefertigt bei Rocar. Im Kühlergrill ist der schwarze DAC-Schriftzug erkennbar

## Modelle
Neben der Modellpalette von Roman der damaligen Zeit, die parallel unter beiden Bezeichnungen verkauft wurde, gab es einige Omnibusse und Oberleitungsbusse, die zwar von Rocar bzw. Roman produziert, aber ausschließlich unter der Bezeichnung „DAC“ vermarktet wurden. Beispiel dafür ist der DAC 112 E.